# Villardompardo
Villardompardo és un municipi de la província de Jaén (Espanya) de 1.172 habitants (INE 2005). Se situa en la comarca Metropolitana.
De terreny predominantment pla, amb alguna zona de desnivells, el seu nucli urbà es troba sobre una lloma.